# Квартет Флонзале

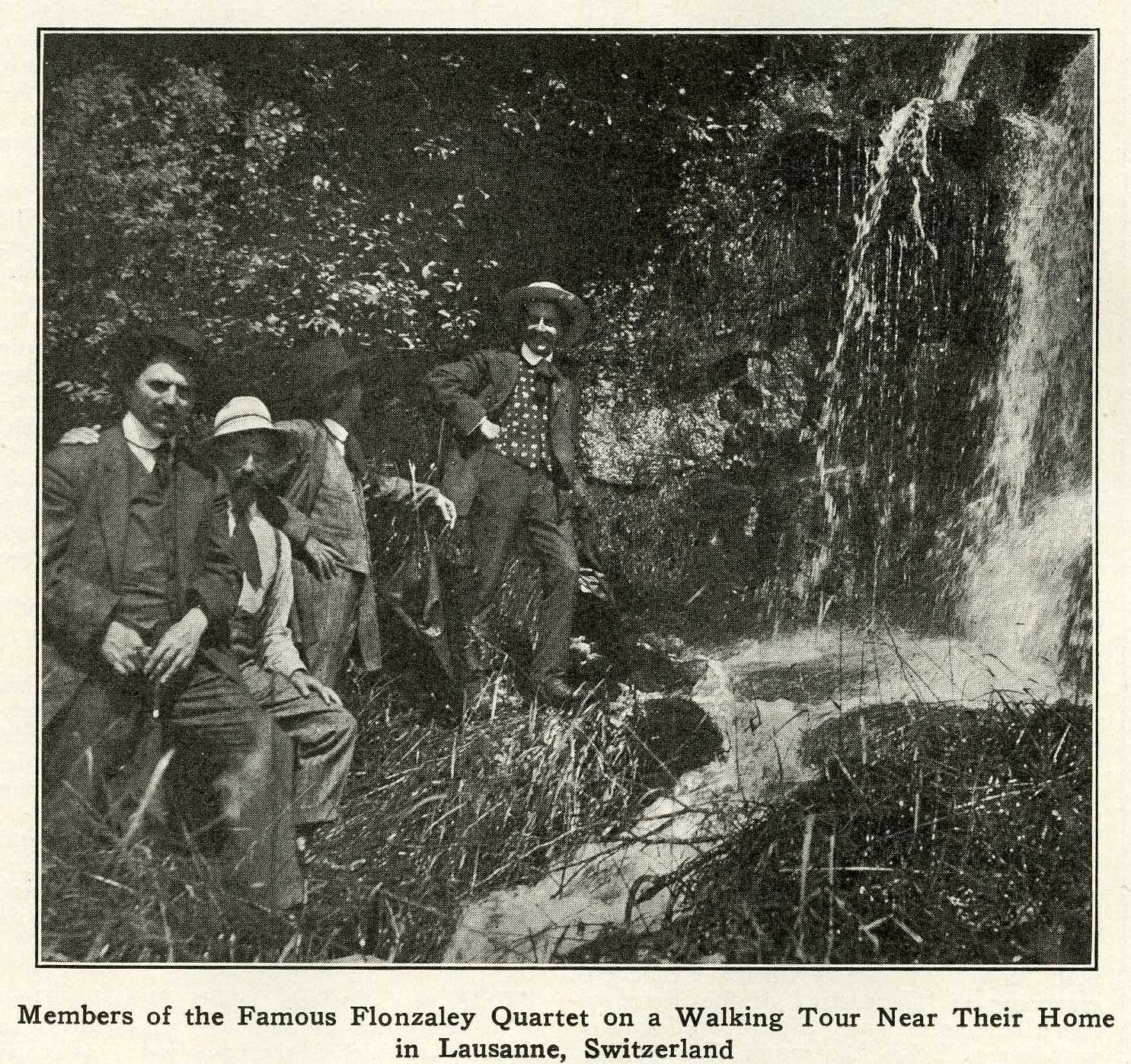
Участники квартета Флонзале на прогулке недалеко от своего дома под Лозанной (фото из журнала «Musical America», 1911)

Квартет Флонзале (англ. Flonzaley Quartet, фр. Quattuor du Flonzaley) — швейцарско-американский струнный квартет.
Был основан в 1902 г. по инициативе и на средства предпринимателя Эдуара де Коппе (1855—1916) и получил название по его вилле близ Лозанны, ставшей европейской базой коллектива. Условием работы в квартете для его участников стал отказ от какой-либо иной — сольной или оркестровой — карьеры и полная сосредоточенность на ансамблевом музицировании. Благодаря такому самоограничению музыканты смогли добиться легендарной слаженности и взаимопонимания. Три из четырёх музыкантов первоначального состава были учениками бельгийского педагога Сезара Томсона. После почти года репетиций квартет Флонзале начал концертировать по обе стороны Атлантики, причём в США первоначально давал только приватные и благотворительные концерты, тщательно подготовив почву для первого публичного выступления 5 декабря 1905 года.
Заметной страницей в истории квартета было его сотрудничество с Игорем Стравинским, написавшим по заказу ансамбля Три пьесы для струнного квартета (1914) и Концертино для струнного квартета (1920). В 1914 г. впервые в США исполнили первый квартет Арнольда Шёнберга. Среди записей, осуществлённых квартетом, — квартеты Гайдна, Моцарта, Бетховена, Шуберта, Шумана, Брамса, Сметаны, Донаньи. Кроме того, репертуар квартета обогащался за счёт старых и полузабытых композиций Джованни Саммартини, Уильяма Бойса и др. До фортепианного квинтета Квартет Флонзале дополняли в тех или иных концертах такие пианисты, как Игнац Падеревский, Осип Габрилович, Гарольд Бауэр, Рудольф Ганц.

## Состав
Первая скрипка:
- Адольфо Бетти

Вторая скрипка:
- Альфред Пошон

Альт:
- Уго Ара (до 1917)
- Луи Байи (1917—1924)
- Фелисьен д'Аршамбо (1924—1925)
- Николай Молдаван (1925—1929)

Виолончель:
- Иван д'Аршамбо